# 宁波老城

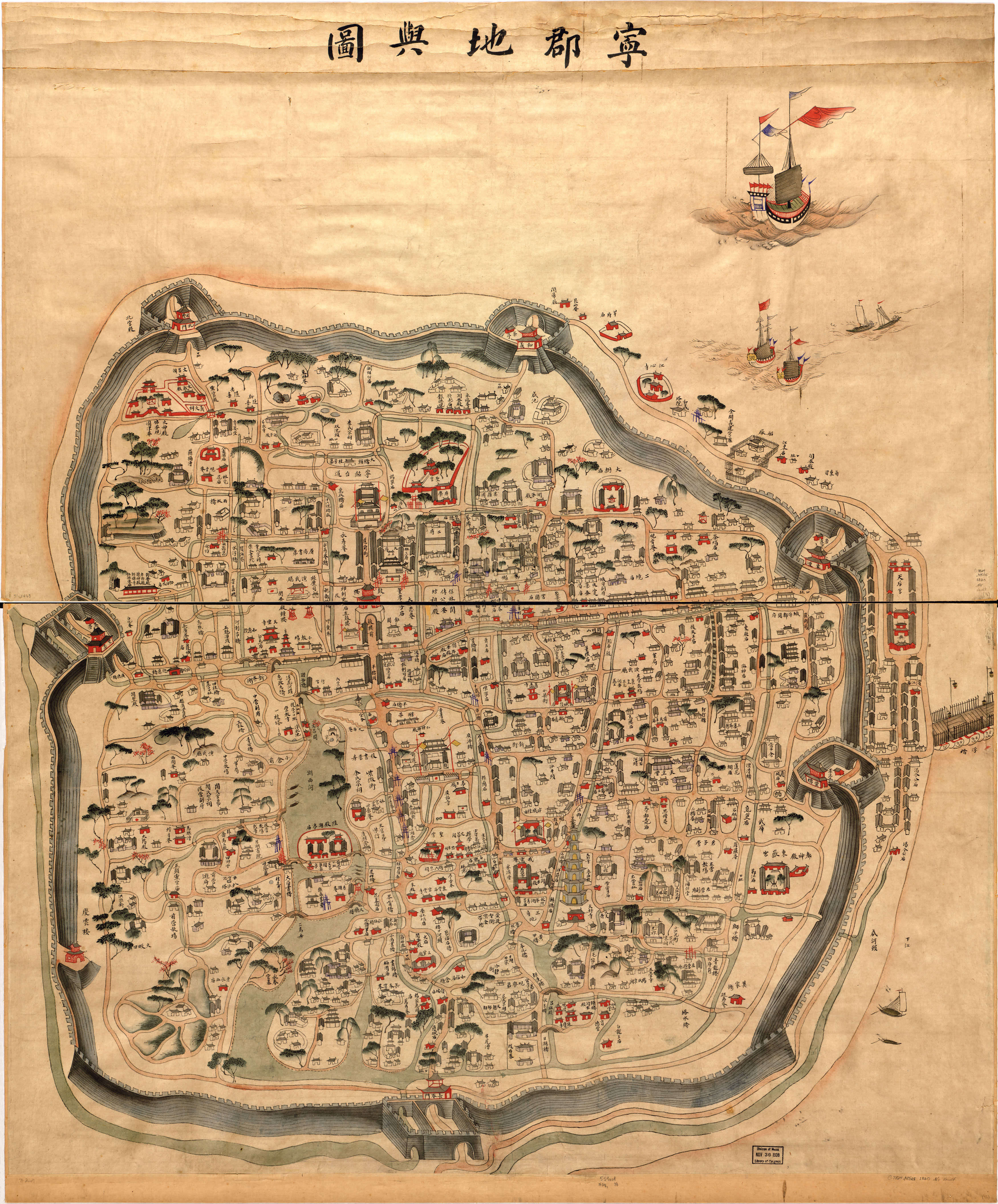
绘制于1796年和1820年之间的宁波地图，查阅于美国国会图书馆

宁波老城的历史最早可追溯到唐代。公元821年（长庆元年），明州刺史韩察将明州州治迁到三江口附近（今海曙区所辖区域），并筑子城（内城），标志着宁波建城之始。罗城（外城）则在898年（乾宁五年）由刺史黄晟主持修建。当时修建的罗城在东面由于受到姚江和奉化江的影响，因而整体呈梨形。此后经历代修缮，在元初被拆毁，元末，在刘基建议下重修。明代，宁波城池在防御方面得到了大大强化，瓮城和钟楼得以修建。清代，宁波城墙的规模继承了明代，而功能大大增强。民国时，宁波城墙遭到拆除，墙基上铺设环城马路。而城内的设施则由于城市的现代化和商业开发而遭到相当程度的破坏，一些冠名为“保护”的开发行为也被媒体指为实质上的破坏行为。截至2013年，城墙仅存有鼓楼一小部分，而城内历史建筑也已经所剩无几。

## 历史

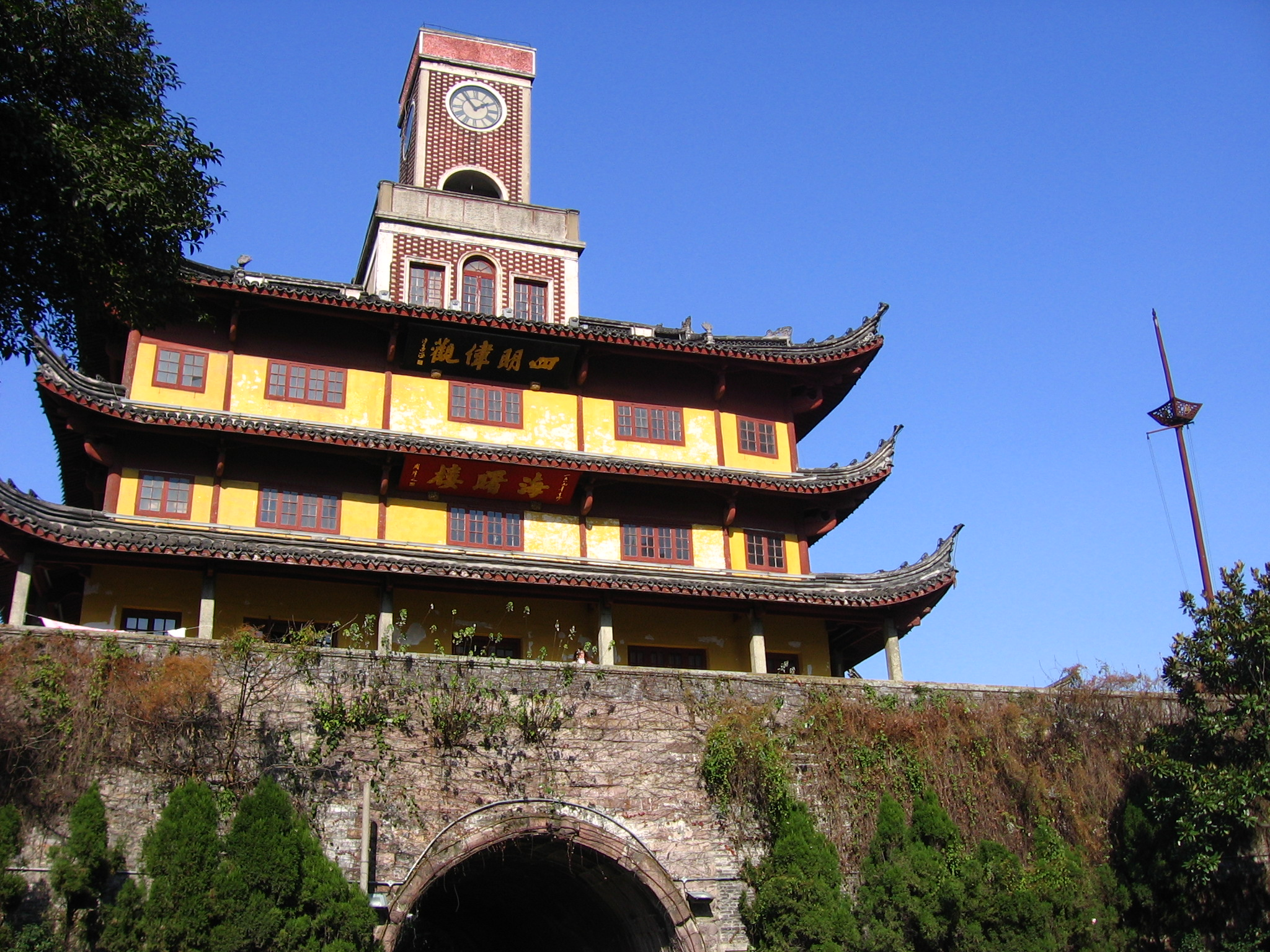
宁波鼓楼，即唐子城南城门

宁波古称明州，建立于唐开元二十六年（738年），下辖鄮县、慈溪、奉化和翁山，治所与鄮县治所相同，均在小溪（今海曙区鄞江镇境内），此时尚未修筑城郭。长庆元年（821年），刺史韩察将明州治所搬迁到三江口，并修筑子城。这一举措确立了今日宁波市中心的地理位置。根据考证，明州子城为长方形，南北长约350米，东西宽约400米，大致位于今鼓楼步行街一带，而鼓楼本身即为子城南城门。乾宁五年（898年），刺史黄晟主持建成宁波罗城（外城）。通过考古发掘和文献资料证实，罗城周长18里，东部沿奉化江、姚江修建，建有10个城门。城墙为夯土砖包城墙，地基使用松木搭建，克服了软土层带来的施工困难。

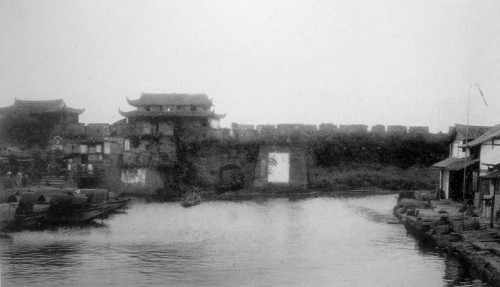
宁波旧城墙长春门与水门

宋代明州（南宋改庆元）城墙建筑在唐代的基础之上，改圭角形门洞为券门洞。设置城门10座，分别是东北面的东渡门、渔捕门、盐仓门和达信门，东面的来安门、灵桥门和鄞江门，南面的甬水门，西面的朝京门（南宋改望京门）和北面的郑堰门。其中，灵桥门得名于奉化江上建筑的浮桥——灵桥（即东津浮桥），而望京门因为朝向京城临安因而得名。1130年1月，赵构在躲避金军追击的南逃过程中曾路过明州，并自东渡门乘船入海南下温州，南宋浙东制置使张俊奉命掩护，后撤离。当年二月二十五，金军完颜兀朮与斜卯阿里两部攻破望京门城楼进入明州屠城。

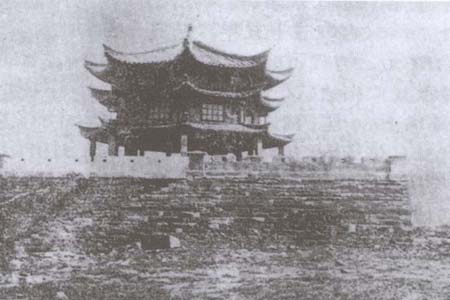
庆云楼旧照

元初，为防止汉人反抗，庆元城墙遭到拆除，但墙基仍然得到保留。元末，为防方国珍起义军，庆元设浙东都元帅府，纳麟哈刺任元帅。在元帅府都事刘基的建议下，庆元得以在原有墙基上重修。重修的城墙与原城墙大体相当，城门减为6座：灵桥门、东渡门、和义门、永丰门、望京门和长春门。其中，望京门和长春门建有水门。城上设有窝墩（马面），上设敌楼。三年后，方国珍围攻庆元，纳麟哈刺投降，庆元成为方国珍的据点。
明代，庆元复名明州，不久更名为宁波。明代宁波城墙仍然延续着前朝的范围，但由于倭患，宁波城墙的防御功能大大增强。嘉靖三十五年（1556年），宁波城墙大修，6座城门分别修建瓮城，新建斥堠66个，敌楼46座。崇祯十四年（1641年），城西南角修建用于警报的木制钟楼，称庆云楼，民间称八角楼。鼓楼也经过数次重建。明宣德九年（1434年）重建时，题名“四名伟观”。万历十三年（1585年）重建时题名“海曙楼”。这一名称是宁波市海曙区区名的来源。

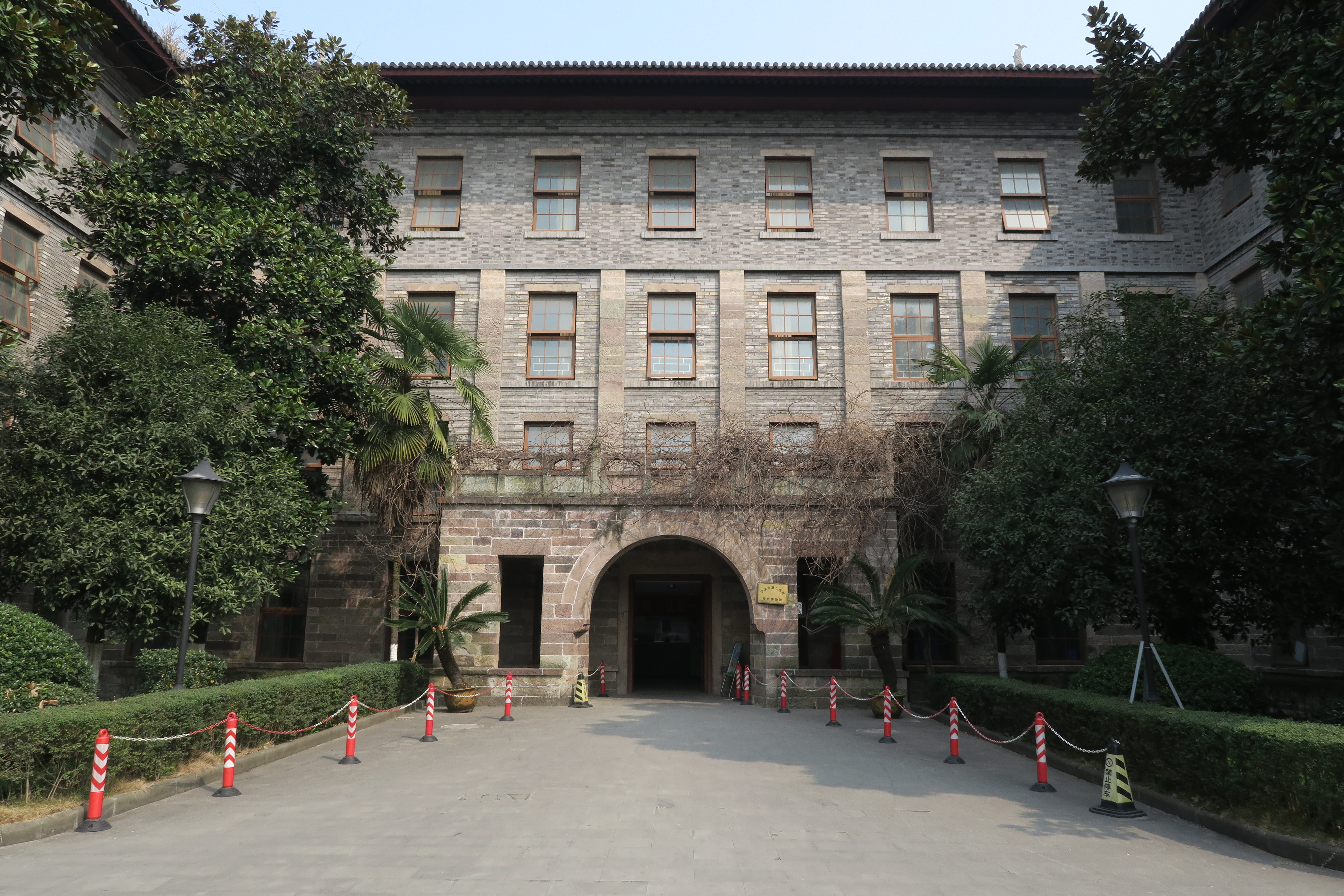
华美医院，建筑采用大量宁波城墙拆卸下的城砖

清代的宁波城池在明代基础上继续发展，修建备城，并安设炮台。清末的宁波城墙周长2572丈，高22尺，炮台32座，敌楼46座，雉堞1930个，并设有备城，是宁波城池规模最大的时期。在第一次鸦片战争期间，英军占领宁波城，奕经率万人意图收复宁波，但遭到英军诱敌深入，被伏击于鼓楼城下，又在长春门遭到埋伏，伤亡惨重。1861年底，太平军围困宁波城，将领范汝增从长春门攻入宁波城，城陷。次年5月，在英国和法国军队的帮助下，清军实施反攻。双方在经历较大伤亡之后，太平军退出宁波。
清末，宁波城墙日渐废弛，东渡门曾一度成为游乐场“旭日东升楼”的所在地，后由于时局动荡而关门。1920年，宁波成立市政筹备处，计划拆除城墙以拓宽道路。1923年，宁波瓮城被拆除，1924年，灵桥门、东渡门被拆除。剩余城墙在1928年至1931年间被拆除，仅剩鼓楼与庆云楼。鼓楼今存，而庆云楼在1956年的八一台风中严重损毁，后于1958年拆除。拆除城墙后的墙基被用于修筑环城马路，即今东渡路、和义路、永丰路、望京路、长春路和部分灵桥路。城砖一部分被用于修建环城马路，一部分被用于居民和农村建设，另有相当一部分被美国医生兰雅谷（J.S.Grant）无偿获得，用于修建华美医院。一部分有价值的城砖经学者马廉收集，现存于天一阁千晋斋中。

## 建筑
宁波老城作为宁波城市的行政和文化中心历史长达千余年，留下大量各个时期的建筑，其中不少建筑为各级文物保护单位。宁波人长期在老城中居住，也形成了一些历史街区。与国家和省级文物保护单位得到较好的保护相比，不少历史街区在城市现代化和商业开发中却遭到了严重的破坏。

### 重要建筑

#### 鼓楼
宁波鼓楼又名海曙楼，为唐代宁波建子城时的南城门，始建于唐长庆元年。王安石在鄞县县令任上曾为宁波鼓楼刻漏作《新刻漏铭》一诗，表达了自己勤于政务的追求。元代拆除城墙，鼓楼也遭到拆除，后重建，但仍毁于元军与方国珍的战火。明宣德九年，宁波鼓楼得到重建，此时得名“四明伟观”，万历年间改为“海曙楼”。民国二十四年，宁波鼓楼正中增设水泥瞭望台，并增加西式标准钟一座。在城墙和庆云楼相继拆除之后，宁波鼓楼是宁波仅存的古城楼遗址。

#### 天封塔
天封塔为宁波老城的标志性建筑物，始建于武周天册万岁、万岁登封年间（695-696年），早于宁波（明州）在三江口建城126年。天封塔原为天封寺寺内佛塔，但天封寺已毁，仅存工匠聚会的鲁班殿。此后多次重修，最近一次重修发生在1984年。目前的塔高51.5米，成六角形，为汉式楼阁式佛塔，拥有明暗相间的14层（包括地宫）。1984年重修的天封塔保留了宋塔的形制特点。

#### 宁波府城隍庙
宁波府城隍庙又名郡庙，是中国大陆现存规模最大的城隍庙之一，由明太祖朱元璋敕令建于洪武四年，现建筑为清光绪十年重建。整座建筑由照壁拱墙、大门、仪门、前殿、后殿五部分组成，其周边地区为城隍庙步行街，为重要的商业场所。

#### 天一阁
天一阁是中国现存最古老的私家藏书楼，位于月湖西侧的天一街，始建于明代嘉靖四十年，由当时的兵部右侍郎范钦主持建造，并通过严格的家族制度使得大量书籍得以保存。清代保存《四库全书》的文渊、文溯、文津、文汇、文澜、文宗七阁均仿造天一阁的格局。的由于历史和知名度，天一阁也成为宁波城市形象的象征。

### 历史街区

#### 伏跗室、永寿街历史街区
伏跗室、永寿街历史街区东至孝闻街、呼童街一线，西至文昌街，北至西河街，南至永寿街南侧，主要以明清官宅、民居等建筑为主，官宅众多是这一街区的特色，有较为典型的高墙深巷格局。其中的经典建筑包括伏跗室、屠尚书第、万氏别第、元戎第等。其中，伏跗室为现代藏书家冯孟颛的藏书楼。街区中还设有祭拜文昌帝君的文昌殿，蒋中正年轻时曾在此拜师顾清廉学习四书五经。

#### 鼓楼、公园路历史街区
鼓楼、公园路历史街区南起鼓楼，北至公园路，东至永丰库遗址东侧东河岸线，西到呼童街，为宁波旧城墙子城范围之中。重要建筑有鼓楼、督学行署、中山公园大门和宁波商会旧址。其中，督学行署为宁波现存唯一与科举有关的建筑，宁波商会旧址则为当年宁波商帮重要的活动场所。目前该区域已改建为明清风格商业街区。

#### 郡庙、天封塔街区
郡庙、天封塔街区北至药行街，南至大沙泥街，西至解放南路，主要建筑为城隍庙和天封塔。

#### 毛衙街、莲桥街历史街区
毛衙街、莲桥街历史街区范围东到狮子街、灵桥路，西至解放南路，南为延庆寺、观宗寺，北为大沙泥街，原为日湖故址，四明袁氏家族等大家族曾在此居住，胡三省曾寓居于袁家，完成了《资治通鉴》的注解。其他的建筑包括延庆寺、观宗寺、毛衙街毛宅、孙传哲故居、莲桥街李宅等等，2008年开始改建。

#### 南塘河历史街区
南塘河历史街区位于宁波老城长春门外，沿南塘河布局，古时以“南门三市”的繁华著称，同时也是佛教天台宗信徒朝圣的出发地，重要的建筑包括甬水桥、长春塘、袁燮族居、袁牧之故居等等。该历史街区改建中出现古建筑外立面、门窗、内结构受到破坏的情况，2012年改建完成后，其风格也受到了质疑。

#### 秀水街历史街区
秀水街历史街区南起中山公园，西至秀水街，北至横河街，东到中山广场，为原宁波子城的一部分，拥有桂芳巷陈宅、倪氏桂花厅、秀水街吴宅等古建筑，目前作为鼓楼、公园路历史街区遭到破坏后宁波老城北部建筑的代表予以保护，预计于2012年展开改建。

#### 月湖历史文化景区
月湖历史文化景区是目前仅存的宁波老城内的水域，包含水面6.5公顷，保护范围东至镇明路，北到中山西路，西南临北斗河，主要建筑有平桥水则碑、湖心寺、银台第、贺秘监祠、月湖桥等等，目前湖区改建为月湖公园，而西侧的月湖西区原由有争议的波士顿设计公司设计，后改为由同济大学完善方案。

#### 郁家巷历史街区
郁家巷历史街区东靠解放南路，西、南接镇明路，北连县学小区，紧靠月湖，包括冷静街林宅、陈鱼门故居、杨坊故居、盛氏花厅等建筑。该区域部分已建成“月湖盛园”商业街，根据媒体报道，该区域在改建中出现了明显的破坏古建筑的行为。

## 水系和水利设施

古宁波水系和主要水利工程图

宁波地处江南，自古河网密布，有“三江六塘河，一湖居城中”之说。唐代修建的它山堰以及一系列附属水利工程承担了重要的御咸蓄淡功能，在生活用水和粮食供应方面奠定了宁波老城进一步发展的基础。同样开凿于唐代的月湖在承担蓄水功能的同时，也成为宁波的文化重地。姚江则作为浙东运河的一部分，承担了古代宁波与中国内陆地区重要的交通职能，同时成为内陆商品通过海上丝绸之路出口海外的重要通道。

### 它山堰
它山堰位于今宁波海曙区鄞江镇，原名小溪，为曾经的鄞县县治所在地。它山堰于唐文宗太和七年由鄮县令王元暐建设。该水利工程将奉化江支流鄞江分为两支，其中的一支南塘河由小溪至宁波城南，注入日月两湖，从而保证了东海的咸潮不对宁波的生活用水产生影响，同时对当地的农田水利起到了调蓄的作用。这两项作用对于宁波老城的确立有重要的影响。

### 月湖

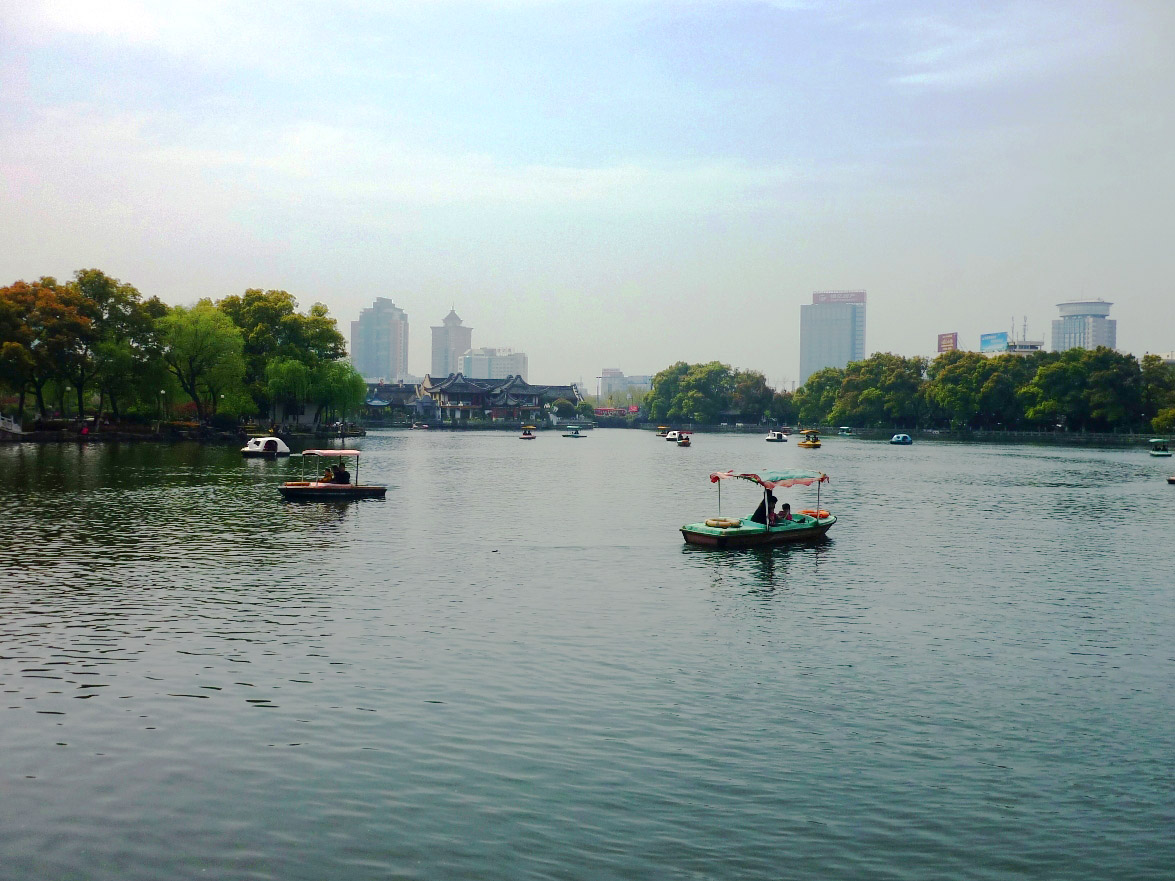
月湖

月湖开凿于唐贞观十年，原为蓄水池，与南塘河想通。北宋时明州知州曾巩疏浚，南宋初年广筑亭台楼阁，形成“月湖十洲”，即湖东的竹屿、月岛和菊花洲，湖中的花屿、竹洲、柳汀和芳草洲，湖西的烟屿、雪汀和芙蓉洲。王安石、史浩、杨简、黄宗羲、万斯同、全祖望等大学者都曾在月湖附近游历或讲学，浙东历史上第一个学派“四明学派”也在月湖边产生。湖中曾有竹洲、碧沚、义田、育才、鄮山等多座书院，湖区附近有范钦“天一阁”、楼郁“东楼”、史守之“碧沚”、黄宗羲“续抄堂”、郑性“二老阁”、徐时栋“水北阁”等众多藏书楼。由于学术文化的繁荣，月湖曾经有“浙东邹鲁”之称。除此之外，月湖附近还存有贺秘监祠、水则碑、湖心寺、关帝庙、银台第、烟屿楼、佛教居士林、高丽使馆等历史建筑。

### 日湖

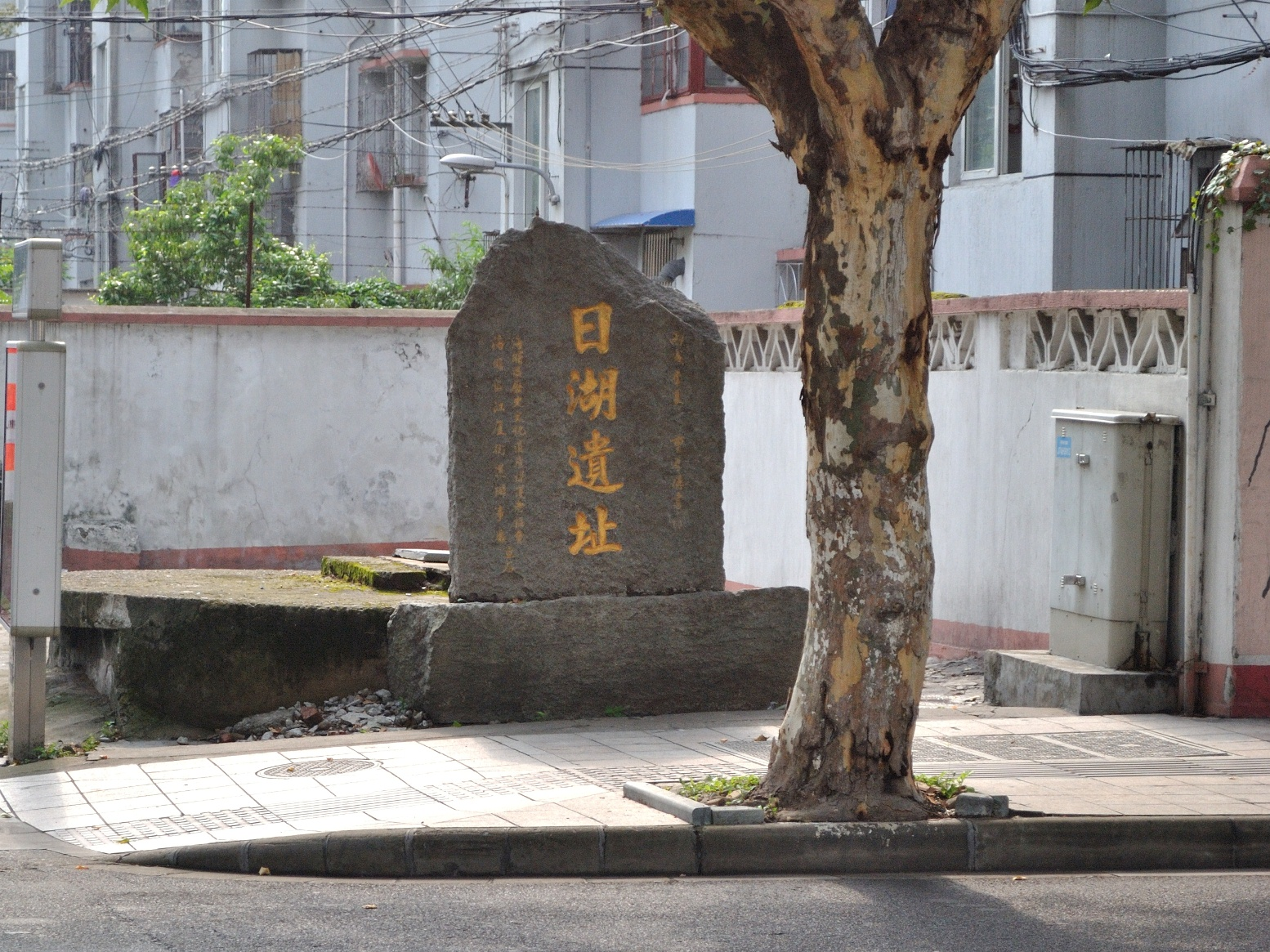
宁波解放南路“日湖遗址”碑

日湖与月湖一同开凿于公元636年（唐贞观十年）。833年王元暐引南塘河水入城，其东支流入日湖。由于《宝庆四明志》等文献中记载不清，加之日湖已经消失，从而日湖的具体方位一直不清楚。近年来，有学者考证认为，古日湖应当位于三角地尖端与莲桥街之间，西为今冷静街，东有郭衙街。民国时期，日湖湖面位于延庆寺附近。1941年在日军占领期间被填。目前，古采莲桥旁立有“日湖遗址”碑，以示纪念。
2004年，江北区姚江故道末端建成的宁波最大的公园被管理部门命名为“日湖公园”。由于公园与古日湖不存在联系，这一命名在宁波一度引起争议。最终，“日湖公园”之名还是最终得到确立。

### 浙东运河
浙东运河西起萧山西兴，连通钱塘江，途径钱清、柯桥、绍兴、上虞，在余姚汇入姚江，此后沿自然水道经过宁波三江口，在镇海口汇入东海。历史上，浙东运河曾经承担了重要的漕运功能。南宋时，福建漕粮经由海路运往宁波，再经浙东运河运往都城临安。元代实行漕粮海运，各地漕粮通过浙东运河出海抵达大都。南宋时日本、越南、高丽等地的产品从浙东运河输往临安，各国使节也多从宁波登陆，再经运河前往内地。明代朝鲜官员崔溥曾经由于暴风漂流到中国台州，后从宁波经浙东运河到杭州，再经京杭大运河取道北京回国，将沿途见闻写成《漂海录》，成为研究中国明代国情的重要资料。

## 现状与争议

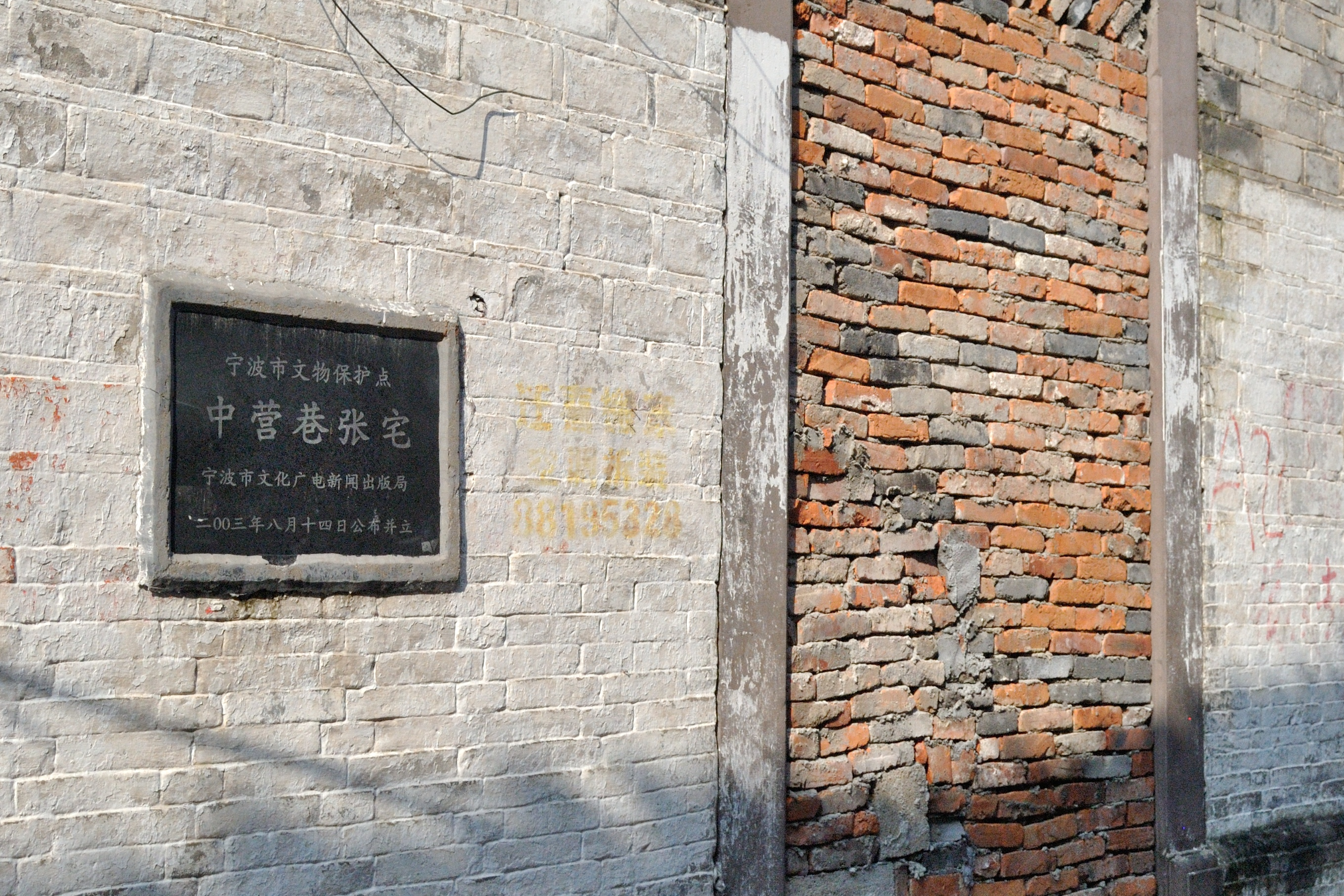
月湖西区开发中被破坏的宁波市文物保护点

由于现代城市建设的推进，宁波的不少历史街区都遭到了较为严重的破坏。1997年，宁波制订了《宁波历史文化名城保护规划》。根据这一规划，宁波老城中共有月湖历史文化街区、伏跗室永寿街街区、鼓楼公园路街区、郡庙天封塔街区四个区域为历史文化保护区。然而，经过近10年时间，这些街区在城市建设中已遭到较为严重的破坏，保留下来的面积不到40%。经过调研，2005年4月，《宁波市城市紫线规划》公布，《规划》对老城内的月湖、鼓楼公园路、郡庙天封塔、秀水街、伏跗室永寿街、郁家巷和老城附近的南塘河历史街区七处街区划定了保护范围，严禁违反规划的拆除和开发行为。
然而，宁波老城区域的大拆大建却始于《紫线规划》公布后的2006年。这一年，宁波开始实施“中提升”战略，而历史街区改造则是这一战略的重要一环。2012年年初，根据《宁波日报》报道，宁波海曙区（即老城所在地）的历史文化遗产保护完好率维持在95%以上。但是，根据稍早前《南方周末》的报道，《紫线规划》中的月湖郁家巷区域被改建工程实施方波士顿设计公司改建为高端消费场所，原先的街区已经面目全非，而街区中的海曙区文物保护单位——盛氏花厅，为经过完全拆除后的重建建筑。承担改建工程的公司被指虚构在美国的地址，并被美国规划协会指为“无美国规划师资质”，其规划“只是迎合当地政府的需求”。此外，根据《法制周末》报道，月湖西区规划保护的35幢建筑只剩下5幢，其中尚在维修的只有3幢。而该公司承建的南塘河历史街区只是仿古建筑的堆砌，和传统的江南民居完全不同。2011年12月18日晚，居住于月湖西区天一阁北面的部分宁波市民在拆迁的废墟上举行了一场“废墟音乐会”，纪念即将离去的家园，而月湖西区被视为宁波大规模历史城区改造中“最后的遗存”。这一事件一经报道，被中国大陆多家媒体转载和评论。

## 文化影响
明代小说家瞿佑在其传奇作品《牡丹灯记》（收于《剪灯新话》）中描述了方国珍统治宁波时期的一个人鬼相恋的故事。故事的发生地点即为月湖。经过日本学者小山一成考证，其中湖心寺、湖心东桥、镇明岭、玄妙观等不少地理名称与宁波当时的地理和建筑契合。该故事流传到日本，经过改编，成为日本三大怪谈之一，影响力很大。
龍應台於其著作《大江大海一九四九》的第四十三節中，以《鼓樓前》為題，記述了寧波鼓樓所見證的國共兩軍在日軍投降後對寧波城的爭奪。
宁波方言中“游六门”的俚语也来源于宁波老城。旧时宁波被处决的犯人需要在六座城门示众，因而尾随围观者被称为“游六门”，此后引申为无所事事，到处闲逛。